# Ганф, Юлий Абрамович
Юлий Абрамович Ганф (1898—1973) — советский художник-график, карикатурист.

## Биография
Родился в еврейской семье.
Учился на юридическом факультете Харьковского университета. В 1917—1919 гг. занимался живописью и скульптурой в студии Э. А. Штейнберга в Харькове. В эти годы выполнил сатирическое панно в артистическом кафе поэтов, которое привлекло внимание художников «Окон сатиры», убедивших Ганфа заняться карикатурой.
С 1919 года работал в «Окнах сатиры УкРОСТА», газете «Коммунист», журнале «Червоний перець». В 1922—1923 гг. учился в Москве во ВХУТЕМАСе у И. И. Нивинского и Н. А. Шевердяева. В 1923—1924 гг. работал в журналах «Красный перец», «Заноза», «Крокодил», с 1927 года — в газете «Правда», где от условности изображения пришёл к реалистическому рисунку.
В 1938 году для выставки «XX лет РККА» выполнил сатирическую картину «Наглядный урок истории» (холст, масло). Во время войны создал плакат «Вступайте в доноры» (1941, с Ф. Л. Мулляром), карикатуры «Скорый поезд Украина-Берлин» (1943), «Близится час» (1943), сотрудничал в журналах «Фронтовой юмор», «Фронтовая иллюстрация». После войны работал в газете «Правда», журнале «Крокодил».
Умер и похоронен в Москве, урна с прахом художника находится в колумбарии Нового Донского кладбища.

## Семья
- Брат — Иосиф Абрамович Ганф (1899, Полтава — 1973) — советский график. В 1927—1933 годах рисовал политические карикатуры для журналов «Смехач», «Крокодил», газет «Правда», «Известия», член Союза художников СССР, Народный художник РСФСР (1964)[2][3].
- Дочь — Наталья Юльевна Ганф (1926, Москва) — советская художница прикладного искусства.

## Основные произведения
Станковые карикатуры «Коричневая чума», «Белорусские ночи» (бумага, акварель), «Кокаин» (1924 г.), «Прожектор» (1924 г.), «Хулиганы» (1924 г.), «Встреча 1 Мая» (1925 г.), «Силы небесные. Чемберлен» (1927 г.), «Наши за границей» (1928 г.), «В третьей империи» (1939 г.), «Тень Сталинграда лежит на их лицах» (1943 г.), серия «О товарище Невпопадове и надежной руке» (1953), «Над крышами Парижа» (1962 г.), иллюстрации к роману Ч. Диккенса «Жизнь и приключения Мартина Чезлвита» (перо, тушь) и др.

## Награды и премии
- Заслуженный деятель искусств РСФСР.
- Народный художник РСФСР (1964).